# Isabel Ampudia
Ana Isabel Ampudia Díez (Lleó) és una actriu espanyola.

## Biografia
Intèrpret de reconegut prestigi en l'àmbit cinematogràfic, generalment vista en papers secundaris, amb l'excepció dels seus personatges protagonistes a La espalda de Dios de Pablo Llorca i 15 días contigo de Jesús Ponce que va suposar el seu reconeixement definitiu i fins ara la seva única nominació a l'acadèmia cinematogràfica.
Ha intervingut en moltes altres pel·lícules, així com en multitud de sèries de televisió amb personatges en la seva majoria episòdics.

## Filmografia

### Llargmetratges
- Hermana, pero ¿qué has hecho? (1995), de Pedro Masó.
- Taxi (1996), de Carlos Saura.[3]
- Three Businessmen (1998), de Alex Cox.
- Els sense nom (1999), de Jaume Balagueró.
- La espalda de Dios (2001), de Pablo Llorca.
- Condenado à Liberdade (2001), d'Emiliano Ribeiro.
- Los novios búlgaros (2003), d'Eloy de la Iglesia.
- 15 días contigo (2005), de Jesús Ponce.
- Mujeres en el parque (2006), de Felipe Vega.
- El ciclo Dreyer (2006), d'Álvaro del Amo.
- Déjate caer (2007), de Jesús Ponce.
- El idioma imposible (2010), de Rodrigo Rodero.
- Todo saldrá bien (2015), de Jesús Ponce.
- La primera cita (2018), de Jesús Ponce.

### Curtmetratges
- Náufragos (1996), de Lorena García de las Bayon i Roberto Trujillo Urbano.
- Cira (1996), de Joaquín de Entrambasaguas i Juan Carlos García-Sampedro.
- Casi veinte horas (1999), de Luis López Varona.
- Pomoc (2003), de Abraham Hernández.
- Queda demostrado (2003), de Mariano Catalán i Miguel Olid.
- Amores circulares (2004), de César Vallejo.

### Televisió
- Querido maestro (1997-1998)
- Todos los hombres sois iguales (1997)
- Médico de familia (1997, 1998)
- Compañeros (1998-2000)
- Robles, investigador (2000)
- El comisario (2001)
- Hospital Central (2004)
- Motivos personales (2005)
- Un burka por amor (2009)
- La ira (2009)
- Diamantino (Tv-Movie) (2015)

## Premis
- Premi Turia a la millor Actriu per 15 días contigo.
- Nominada al Goya a la millor actriu revelació per 15 días contigo.
- Nominada al Premi de la Unión de Actores y Actrices a la millor actriu revelació per 15 días contigo.